# Christian Fittipaldi
Christian Fittipaldi, brazilski dirkač Formule 1, *18. januar 1971, São Paulo, Brazilija.
Christian Fittipaldi je upokojeni brazilski dirkač Formule 1, sin nekdanjega dirkača Formule 1 Wilsona Fittipaldija in nečak nekdanjega dvakratnega prvaka Formule 1 Emersona Fittipaldija. Debitiral je v sezoni 1992 in na predzadnji dirki sezone za Veliko nagrado Japonske s šestim mestom dosegel svojo prvo uvrstitev v točke. Na prvi dirki za Veliko nagrado Južne Afrike v sezoni 1993 je dosegel četrto mesto, rezultat ki ga je ponovil še na Velikih nagradah Pacifika in Nemčije v sezoni 1994, po kateri se je upokojil kot dirkač Formule 1.

## Popolni rezultati Formule 1
(legenda) (odebeljene dirke pomenijo najboljši štartni položaj, poševne pa najhitrejši krog, †-uvrščen kljub odstopu)
| Leto | Moštvo        | Šasija        | Motor                 | 1       | 2       | 3       | 4       | 5       | 6       | 7      | 8       | 9     | 10     | 11      | 12      | 13      | 14     | 15    | 16    | Prv | Toč |
| ---- | ------------- | ------------- | --------------------- | ------- | ------- | ------- | ------- | ------- | ------- | ------ | ------- | ----- | ------ | ------- | ------- | ------- | ------ | ----- | ----- | --- | --- |
| 1992 | Minardi Team  | Minardi M191  | Lamborghini 3.5 L V12 | JAR Ret | MEH Ret | BRA Ret | ŠPA 11  |         |         |        |         |       |        |         |         |         |        |       |       | 17. | 1   |
| 1992 | Minardi Team  | Minardi M192  | Lamborghini 3.5 L V12 |         |         |         |         | SMR Ret | MON 8   | KAN 13 | FRA DNQ | VB    | NEM    | MAD     | BEL DNQ | ITA DNQ | POR 12 | JAP 6 | AVS 9 | 17. | 1   |
| 1993 | Minardi Team  | Minardi M193  | Ford HB 3.5 L V8      | JAR 4   | BRA Ret | EU 7    | SMR Ret | ŠPA 8   | MON 5   | KAN 9  | FRA 8   | VB 12 | NEM 11 | MAD Ret | BEL Ret | ITA 8   | POR 9  | JAP   | AVS   | 13. | 5   |
| 1994 | Footwork Ford | Footwork FA15 | Ford HB 3.5 L V8      | BRA Ret | PAC 4   | SMR 13  | MON Ret | ŠPA Ret | KAN DSQ | FRA 8  | VB 9    | NEM 4 | MAD 14 | BEL Ret | ITA Ret | POR 8   | EU 17  | JAP 8 | AVS 8 | 15. | 6   |